# Liste der Monuments historiques in Semur-en-Auxois
Die Liste der Monuments historiques in Semur-en-Auxois führt die Monuments historiques in der französischen Gemeinde Semur-en-Auxois auf.

## Liste der Immobilien
| Bezeichnung                   | Beschreibung                                                                       | Standort                            | Kennzeichnung | Schutzstatus | Datum     | Bild           |
| ----------------------------- | ---------------------------------------------------------------------------------- | ----------------------------------- | ------------- | ------------ | --------- | -------------- |
| Château de Semur-en-Auxois    | Burg, 13. Jahrhundert                                                              | Rue du Rempart (Lage)               | PA00112666    | Classé       | 1862      | weitere Bilder |
| Château de Montille           | Schloss, 1640 erbaut; einschließlich des Taubenturms                               | südlich der Stadt (Lage)            | PA00112667    | Inscrit      | 1976      | weitere Bilder |
| Demeure des Gouverneurs       | Türmchen                                                                           | 2 rue du Renaudot (Lage)            | PA00112668    | Classé       | 1923      | weitere Bilder |
| Kirche Notre-Dame             | aus dem 13. und 14. Jahrhundert                                                    | Place Notre-Dame (Lage)             | PA00112669    | Classé       | 1840      | weitere Bilder |
| Stadtbefestigung              | äußeres Tor der Porte Guillier                                                     | 28 rue Buffon (Lage)                | PA00112670    | Classé       | 1923      | weitere Bilder |
| Hôpital général               | auch Hôpital Saint-Jacques; von 1744 bis 1749 erbaut, im 19. Jahrhundert erweitert | 7 rue de l’Hôpital (Lage)           | PA00112671    | Inscrit      | 1927 2010 | weitere Bilder |
| Hôtel de Chassey              | Hôtel particulier, 18. Jahrhundert; mit Terrassen und Gartenanlage                 | 5 rue de l’Hôpital (Lage)           | PA00112672    | Classé       | 1962      | weitere Bilder |
| Hôtel particulier             | aus dem 17. Jahrhundert; mit Teilen der Innenausstattung                           | 5 rue Févret (Lage)                 | PA00112673    | Inscrit      | 1971      | weitere Bilder |
| Wohnhaus                      | aus dem 15. Jahrhundert                                                            | 1 rue du Pavé Saint-Lazare (Lage)   | PA00112674    | Inscrit      | 1973      |                |
| Wohnhäuser                    | Fachwerkhäuser, 15. Jahrhundert                                                    | 3–5 rue du Pavé Saint-Lazare (Lage) | PA00112675    | Inscrit      | 1973      |                |
| Porte Guillier                | auch Porte Sauvigny; Stadttor, 14. Jahrhundert                                     | 22 rue Buffon (Lage)                | PA00112676    | Classé       | 1923      | weitere Bilder |
| Rundturm der Stadtbefestigung | aus dem 13. Jahrhundert                                                            | Rue de l’Abreuvoir (Lage)           | PA00112677    | Inscrit      | 1950      |                |
| Kloster der Paulaner          | aus der ersten Hälfte des 17. Jahrhunderts                                         | 2–4 quai Baudon (Lage)              | PA00112773    | Inscrit      | 1991      | weitere Bilder |

## Liste der Objekte
| Bezeichnung                                                                                | Beschreibung | Standort                                  | Kennzeichnung | Schutzstatus | Datum     | Bild           |
| ------------------------------------------------------------------------------------------ | --- | ----------------------------------------- | ------------- | ------------ | --------- | -------------- |
| Tuchmacherfenster                                                                          | Buntglas, um 1460, im 19. Jahrhundert ergänzt | in der Kirche Notre-Dame (Lage)           | PM21002694    | Classé       | 1840      |                |
| Metzger- und Johannes-der-Täufer-Fenster                                                   | Buntglas, um 1460 und um 1525, nachträglich neu zusammengestellt                                                                                            | in der Kirche Notre-Dame (Lage)           | PM21002695    | Classé       | 1840      |                |
| Altar des Alten Chorraums                                                                  | Retabel mit Altarbild Wurzel Jesse; Ölfarbe auf Holz, vergoldeter Holzrahmen, bezeichnet 1454                                                               | in der Kirche Notre-Dame (Lage)           | PM21002748    | Classé       | 1901      |                |
| Vier Kirchenfenster mit patriotischen Darstellungen                                        | Buntglas, Entwurf Edmond Socard, Ausführung Paul Louzier, zwischen 1920 und 1927                                                                            | in der Kirche Notre-Dame (Lage)           | PM21002200    | Classé       | 1840      |                |
| Grablegungsgruppe                                                                          | Kalkstein, farbig gefasst, 1490 | in der Kirche Notre-Dame (Lage)           | PM21002201    | Classé       | 1840      | weitere Bilder |
| Chorschranken                                                                              | Schmiedeeisen, vergoldet, 1728 | in der Kirche Notre-Dame (Lage)           | PM21002202    | Classé       | 1840      | weitere Bilder |
| Leben-Christi-Retabel                                                                      | Kalkstein, 1540 | in der Kirche Notre-Dame (Lage)           | PM21002203    | Classé       | 1840      | weitere Bilder |
| Sakramentshaus                                                                             | Kalkstein, 15. Jahrhundert | in der Kirche Notre-Dame (Lage)           | PM21002204    | Classé       | 1840      | weitere Bilder |
| Weihwasserbecken                                                                           | Kalkstein, bezeichnet 1540 | in der Kirche Notre-Dame (Lage)           | PM21002205    | Classé       | 1840      |                |
| Vier Skulpturen der Evangelisten                                                           | Kalkstein, zweites Viertel des 16. Jahrhunderts; am Zugang zur Taufkapelle                                                                                  | in der Kirche Notre-Dame (Lage)           | PM21002206    | Classé       | 1840      | weitere Bilder |
| Wandgemälde Heiliger Christophorus                                                         | um 1370 gemalt; abgenommen und im städtischen Museum deponiert                                                                                              | in der Kirche Notre-Dame (Lage)           | PM21002207    | Classé       | 1840      |                |
| Skulptur Stehende Madonna mit Kind                                                         | Holz, farbig gefasst, 1851; von Eugène Viollet-le-Duc gestiftet                                                                                             | in der Kirche Notre-Dame (Lage)           | PM21002209    | Classé       | 1913      |                |
| Wandvertäfelung der Sakristei                                                              | Holz, zweites Viertel des 18. Jahrhunderts | in der Kirche Notre-Dame (Lage)           | PM21002210    | Classé       | 1901      |                |
| Abschrankung der Kapelle St-Blaise                                                         | Schmiedeeisen, Anfang des 16. Jahrhunderts | in der Kirche Notre-Dame (Lage)           | PM21002211    | Classé       | 1907      |                |
| Abschrankung der Kapelle St-Cyr-et-Ste-Juliette                                            | Holz, erste Hälfte des 16. Jahrhunderts | in der Kirche Notre-Dame (Lage)           | PM21002212    | Classé       | 1907      |                |
| Barbarafenster                                                                             | Buntglas, erste Hälfte des 16. Jahrhunderts | in der Kirche Notre-Dame (Lage)           | PM21002213    | Classé       | 1907      |                |
| Skulptur Sitzende Madonna mit Kind                                                         | Kalkstein, 1475 | in der Kirche Notre-Dame (Lage)           | PM21002214    | Classé       | 1907      |                |
| Gemälde Segnender Christus                                                                 | Ölfarbe auf Holz, 1299 | in der Kirche Notre-Dame (Lage)           | PM21002215    | Classé       | 1910      |                |
| Gemälde Heilige Familie                                                                    | Ölfarbe auf Leinwand, 18. Jahrhundert, Charles André van Loo zugeschrieben                                                                                  | in der Kirche Notre-Dame (Lage)           | PM21002216    | Classé       | 1910      |                |
| Gemälde Darstellung des Herrn                                                              | Ölfarbe auf Leinwand, 18. Jahrhundert, Jean Restout dem Jüngeren zugeschrieben                                                                              | in der Kirche Notre-Dame (Lage)           | PM21002217    | Classé       | 1910      |                |
| Skulptur Madonna mit Kind und Weintraube                                                   | Kalkstein, 16. Jahrhundert | in der Kirche Notre-Dame (Lage)           | PM21002218    | Classé       | 1913      | weitere Bilder |
| Skulptur eines Bischofs                                                                    | Kalkstein, 15. Jahrhundert | in der Kirche Notre-Dame (Lage)           | PM21002219    | Classé       | 1925      |                |
| Gemälde Triumph der Eucharistie                                                            | Ölfarbe auf Holz, 1587 von André Menassier | in der Kirche Notre-Dame (Lage)           | PM21002220    | Classé       | 1925      |                |
| Skulpturengruppe Der auferstanden Christus zeigt seine Wundmale, begleitet von zwei Engeln | Kalkstein, farbig gefasst, 16. Jahrhundert | in der Kirche Notre-Dame (Lage)           | PM21002221    | Classé       | 1931      | weitere Bilder |
| Skulptur Madonnenkopf                                                                      | Kalkstein, farbig gefasst, zweite Hälfte des 15. Jahrhunderts                                                                                               | in der Kirche Notre-Dame (Lage)           | PM21002222    | Classé       | 1931      |                |
| Skulptur Heiliger Sebastian                                                                | Kalkstein, farbig gefasst, 16. Jahrhundert | in der Kirche Notre-Dame (Lage)           | PM21002223    | Classé       | 1931      | weitere Bilder |
| Glocke Nicole                                                                              | Bronze, 1515 gegossen | in der Kirche Notre-Dame (Lage)           | PM21002224    | Classé       | 1943      |                |
| Gemälde Bergpredigt                                                                        | Ölfarbe auf Leinwand, 18. Jahrhundert | in der Kirche Notre-Dame (Lage)           | PM21002225    | Classé       | 1962      |                |
| Skulptur Unterweisung Mariens                                                              | Holz, farbig gefasst, 16. Jahrhundert; 1983 gestohlen | in der Kirche Notre-Dame (Lage)           | PM21002226    | Classé       | 1975      |                |
| Orgel                                                                                      | Ensemble aus PM21002227 und PM21002234 | in der Kirche Notre-Dame (Lage)           | PM21003103    | Classé       | 1979 1981 | weitere Bilder |
| Orgelprospekt                                                                              | 1751 von Karl Joseph Riepp für die Kirche Sts-Pierre-et-Paul in Langres gebaut, 1777 nach Semur-en-Auxois transferiert                                      | in der Kirche Notre-Dame (Lage)           | PM21002234    | Classé       | 1981      | weitere Bilder |
| Instrumentalteil der Orgel                                                                 | 1751 von Karl Joseph Riepp für die Kirche Sts-Pierre-et-Paul in Langres gebaut, 1777 nach Semur-en-Auxois transferiert, 1833 durch Joseph Callinet umgebaut | in der Kirche Notre-Dame (Lage)           | PM21002227    | Classé       | 1979      | weitere Bilder |
| Skulptur Verkündigungsmadonna                                                              | Kalkstein, 15. Jahrhundert | im Hôpital (Lage)                         | PM21002228    | Classé       | 1910      |                |
| Mörser (1)                                                                                 | Bronze, 16. Jahrhundert | im Hôpital (Lage)                         | PM21002229    | Classé       | 1910      |                |
| Mörser (2)                                                                                 | Bronze, 1666 gegossen | im Hôpital (Lage)                         | PM21002230    | Classé       | 1910      |                |
| Relief Pallas                                                                              | Gips, Marmor, 17. Jahrhundert | im Hôpital (Lage)                         | PM21002231    | Classé       | 1910      |                |
| Pendeluhr                                                                                  | mit Sockel; aus dem 17. Jahrhundert | im Hôpital (Lage)                         | PM21002232    | Classé       | 1910      |                |
| Zwei Wandteppiche                                                                          | Tapisserie, 17. Jahrhundert | im Hôpital (Lage)                         | PM21002233    | Classé       | 1910      |                |
| Gemälde Anbetung der Hirten (1)                                                            | Ölfarbe auf Leinwand, 1710 von Claude Lebault | im Hôpital (Lage)                         | PM21002235    | Classé       | 1981      |                |
| Gemälde Anbetung der Hirten (2)                                                            | Ölfarbe auf Leinwand, erste Hälfte des 17. Jahrhunderts, von Claude Menassier                                                                               | im Hôpital (Lage)                         | PM21002236    | Classé       | 1980      |                |
| 75 Takenplatten                                                                            | Gusseisen, 16. bis 19. Jahrhundert | im Musée municipal (Lage)                 | PM21002239    | Classé       | 1967      |                |
| Zwei Glocken                                                                               | Bronze, 1594 gegossen | in der Kirche Notre-Dame (Lage)           | PM21004864    | Classé       | 2018      |                |
| Glocke Barbe                                                                               | Bronze, 1857 gegossen | in der Kirche Notre-Dame (Lage)           | PM21004865    | Classé       | 2018      |                |
| Gemälde Mariä Verkündigung                                                                 | Ölfarbe auf Leinwand, 18. Jahrhundert | in der Kirche Notre-Dame (Lage)           | PM21004936    | Inscrit      | 2013      |                |
| Gemälde Flucht nach Ägypten                                                                | Ölfarbe auf Leinwand, 18. Jahrhundert | in der Kirche Notre-Dame (Lage)           | PM21004937    | Inscrit      | 2013      |                |
| Gemälde Marienhochzeit                                                                     | Ölfarbe auf Leinwand, 18. Jahrhundert | in der Kirche Notre-Dame (Lage)           | PM21004938    | Inscrit      | 2013      |                |
| Gemälde Notre-Dame du Grand Secours                                                        | Ölfarbe auf Leinwand, vergoldeter Holzrahmen, 1672 | in der Kirche Notre-Dame (Lage)           | PM21004939    | Inscrit      | 2013      |                |
| Skulptur Johannes der Täufer                                                               | Stein, 16. Jahrhundert | Rue Varenne (Lage)                        | PM21005177    | Inscrit      | 2018      |                |
| Zimmerdecke                                                                                | aus dem 17. Jahrhundert | im Hôtel particulie (5 rue Févret) (Lage) | PM21002252    | Classé       | 1971      |                |
| Martha- und Maria-Fenster                                                                  | Buntglas, um 1225, 1883 durch Eugène Viollet-le-Duc neu zusammengestellt                                                                                    | in der Kirche Notre-Dame (Lage)           | PM21002692    | Classé       | 1840      |                |
| Leben-Petrus-Fenster                                                                       | Buntglas, um 1225, 1883 durch Eugène Viollet-le-Duc neu zusammengestellt                                                                                    | in der Kirche Notre-Dame (Lage)           | PM21002693    | Classé       | 1840      |                |
| Wand- und Deckengemälde                                                                    | in den Deckengewölben von Chor, Chorumgang, Querschiff, Schiff und nördlichem Seitenschiff; Anfang des 14. Jahrhunderts gemalt                              | in der Kirche Notre-Dame (Lage)           | PM21002749    | Classé       | 1840      |                |
| Wandgemälde Erzengel Michael                                                               | aus dem 15. Jahrhundert; abgenommen und im Museum deponiert                                                                                                 | in der Kirche Notre-Dame (Lage)           | PM21002208    | Classé       | 1840      |                |
| Gedenktafel (1)                                                                            | Kalkstein, bezeichnet 1594 | im Hôtel de Ville (Lage)                  | PM21002237    | Classé       | 1931      |                |
| Gedenktafel (2)                                                                            | Kalkstein, bezeichnet 1613 | im Hôtel de Ville (Lage)                  | PM21002238    | Classé       | 1913      |                |
| Glockenrad                                                                                 | Bronze, Schmiedeeisen, 18. Jahrhundert | in der Kirche Notre-Dame (Lage)           | Référence     | Classé       | 2002      |                |